# Ferdinand Šeda
Ferdinand Šeda (24. září 1899 Křenovice – 6. listopadu 1983) byl důstojníkem československé armády v zahraničí v období druhé světové války a příslušníkem protikomunistického zahraničního odboje.

## Život

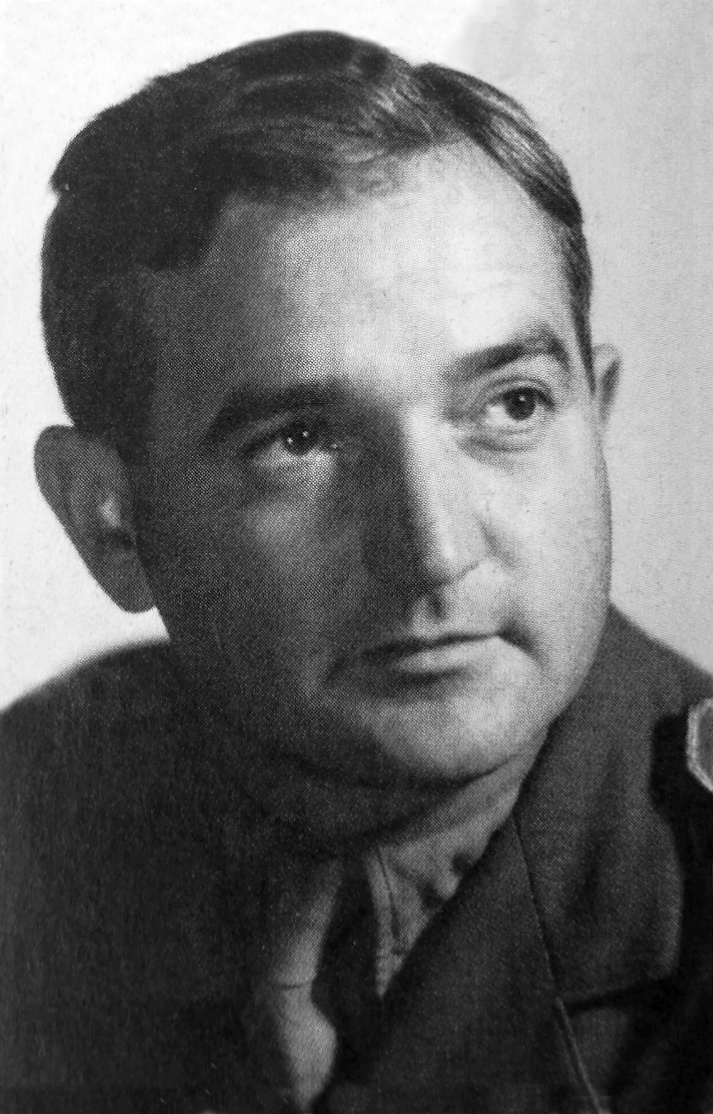
Bratr Ferdinanda Šedy Alois Šeda (1908–1999)

### Před první světovou válkou
Ferdinand Šeda se narodil 24. září 1899 v Křenovicích na Vyškovsku. Vychodil obecnou školu a vystudoval nižší reálku v Brně, následně nastoupil na kadetní školu ve Vídni.

### První světová válka
Do c. a k. armády byl Ferdinand Šeda odveden 17. srpna 1917 a do konce první světové války sloužil v Innsbrucku jako velitel čety u tyrolských císařských myslivců. Jeho nasazení na italské frontě není jasné, napovídá tomu ale obdržené vyznamenání. Dosáhl hodnosti poručíka.

### Mezi světovými válkami
V době vzniku Československa se Ferdinand Šeda nacházel na dovolené v rodné obci. Dne 1. listopadu 1918 se na posádkovém velitelství v Brně přihlásil do nově vzniklé Československé armády. Během jara 1919 se zúčastnil bojů s Maďary na jižním Slovensku a Podkarpatské Rusi. Následně do roku 1926 sloužil u hraničářského praporu 7 v Osoblaze a Frývaldově, poté u telegrafní roty a pěšího pluku 24. V té době absolvoval četné zdokonalovací kurzy. V roce 1920 se oženil. Mezi březnem 1926 a květnem 1927 působil jako pedagog na škole spojovací služby v Brně. Mezi lety 1930 a 1933 studoval na Vysoká škola válečná, poté do prosince 1934 zastával přednostenské funkce na štábu 7. divize. Od 30. září 1936 sloužil u pluku útočné vozby 2, od 30. dubna 1937 na velitelství IV. sboru v Olomouci a od 31. prosince 1937 na Ministerstvu národní obrany v Praze. Dosáhl hodnosti majora.

### Druhá světová válka
Po německé okupaci požádal v květnu 1939 Ferdinand Šeda o přeložení do výslužby, čemuž bylo vyhověno. Nastoupil do funkce ředitele obuvnické továrny Färber v Kroměříži. Dne 29. září 1939 opustil ilegálně Protektorát Čechy a Morava a přes Budapešť se dostal do Bělehradu, kde se přihlásil do nově vznikající československé armády v zahraničí. Jeho cesta pokračovala dále do Marseille, kam dorazil 27. října 1939. Do 10. listopadu působil u Československé vojenské správy v Paříži, poté jako velitel I. praporu pěšího pluku 2 a dále jako náčelník štábu u velitelství československých jednotek v Agde. Dne 8. ledna 1940 byl ustanoven I. praporu pěšího pluku 3 a následně velitelem československé důstojnické školy a přímořského obranného úseku v Agde. Po pádu Francie (bojů se neúčastnil) se evakuoval do Spojeného království, kde 7. července 1940 nastoupil do funkce prvního pobočníka důstojnického praporu. Následně zastával řadu velitelských funkcí a absolvoval množství zdokonalovacích kurzů. Od 1. září 1944 působil jako velitel 2. tankového praporu u Československé samostatné obrněné brigády během obléhání Dunkerque. Dosáhl hodnosti podplukovníka.

### Po druhé světové válce
Po návratu do Československa v polovině května 1945 se stal Ferdinand Šeda v září téhož roku velitelem tankového vojska vojenské oblasti 3 v Brně a povýšen na plukovníka. K 1. dubnu 1949 byl komunistickou mocí přeložen do výslužby, dva dny před tím ovšem ilegálně opustil republiku, za což mu byla odňata hodnost. Společně se svým bratrem Aloisem Šedou a dalšími příbuznými se z exilu pokoušel organizovat zpravodajskou činnost proti komunistickému režimu. Na území republiky vysílali agenty-chodce, mezi kterými byl i jeho syn Milan Šeda. Ten byl zatčen a odsouzen na doživotí a propuštěn až po třinácti letech. Ferdinand Šeda poté na zpravodajskou činnost rezignoval a odstěhoval se do USA, kde se živil jako dělník. Do Československa se vrátil v době uvolněných poměrů v roce 1968. Usadil se v Kroměříži. Začala jej sledovat Státní bezpečnost. Její záměr vzít jej i přes vysoký věk a špatný zdravotní stav do vyšetřovací vazby ukončila milost od prezidenta Ludvíka Svobody. Ferdinand Šeda zemřel 6. listopadu 1983. Pohřben je v Kroměříži.

## Vyznamenání
- Stříbrná medaile Za statečnost
- 1939 Československá medaile Vítězství
- 1945 a 1946 Československý válečný kříž 1939
- 1945 Československá medaile Za chrabrost před nepřítelem
- Československá medaile za zásluhy I. stupně
- Pamětní medaile československé armády v zahraničí
- 1945 Řád za vynikající službu
- Hvězda 1939–1945
- Britská medaile Za obranu
- Hvězda za Francii a Německo
- Croix de Guerre
- Pamětní kříž Československé obce dobrovolecké